# 어쌔신 크리드
《어쌔신 크리드》(Assassin's Creed)는 유비소프트의 역사 액션 어드벤처 오픈 월드 잠입 게임 프랜차이즈로, 2013년 기준으로 7개의 게임과 각종 소설, 만화 등이 발매되었다. 게임은 플레이스테이션 3, 엑스박스 360, 마이크로소프트 윈도우, 맥 OS X, 닌텐도 DS, 플레이스테이션 포터블, 안드로이드, 노키아 심비안, 윈도우 폰 등의 플랫폼에서 돌아간다.
게임은 가상의 대체 역사에서 일어나는 사건을 배경으로 하며, 자유 의지를 따라 평화를 위해 싸우는 암살단과 통제를 통한 평화를 바라는 기사단 사이의 오래된 투쟁을 그리고 있다. 프랜차이즈의 주요 게임은 유비소프트 몬트리올과 유비소프트 안시에서 개발한다. 휴대용 플랫폼 게임은 게임로프트와 그립토나이트 게임스에서 개발한다. 시리즈는 대중과 평론가에게 좋은 평가를 받았고, 2014년 4월 기준 7천 3백만 장이 넘게 팔려 유비소프트의 가장 잘 팔리는 프랜차이즈가 되었다. 슬로베니아 출신 작가 블라디미르 바르톨의 소설 〈알라무트〉와 페르시아의 왕자의 영향을 받았다.